# MTV Europe Music Award pro nejlepší polský počin
Seznam výherců a nominovaných MTV Europe Music Awards v kategorii Nejlepší polský počin. Cena byla poprvé udělena v roce 2000.

## Seznam nominací a vítězů
| Rok  | Vítěz             | Nominovaní                                                          |
| ---- | ----------------- | ------------------------------------------------------------------- |
| 2000 | Kazik             | - Brathanki - Reni Jusis - Kayah - Myslovitz                        |
| 2001 | Kasia Kowalska    | - Fiolka - Reni Jusis - Myslovitz - Smolik                          |
| 2002 | Myslovitz         | - Blue Café - Futro - T.Love - Wilki                                |
| 2003 | Myslovitz         | - Blue Café - Cool Kids of Death - Smolik - Peja                    |
| 2004 | Sistars           | - Sidney Polak - Anna Dąbrowska - Reni Jusis - Trzeci Wymiar        |
| 2005 | Sistars           | - Monika Brodka - Sidney Polak - Abradab - Zakopower                |
| 2006 | Blog 27           | - Coma - Hey - Sistars - Doda a Virgin                              |
| 2007 | Doda              | - Monika Brodka - Anna Dąbrowska - Kasia Nosowska - O.S.T.R.        |
| 2008 | Feel              | - Anna Dąbrowska - Afromental - Hey - Kasia Cerekwicka              |
| 2009 | Doda              | - Anna Dąbrowska - Afromental - Ewa Farna - Jamal                   |
| 2010 | Afromental        | - Agnieszka Chylińska - Hey - Mrozu - Tede                          |
| 2011 | Ewa Farna         | - Afromental - Doda - Monika Brodka - Myslovitz                     |
| 2012 | Monika Brodka     | - Iza Lach - Pezet - Mrozu - The Stubs                              |
| 2013 | Bednarek          | - Dawid Podsiadło - Donatan - Ewelina Lisowska - Margaret           |
| 2014 | Dawid Kwiatkowski | - Artur Rojek - Jamal - Grzegorz Hyży - Mrozu                       |
| 2015 | Margaret          | - Natalia Nykiel - Sarsa - Tabb i Sound’n’Grace - Tede              |
| 2016 | Margaret          | - Ania Dąbrowska - Bovska - Dawid Podsiadło - Cleo                  |
| 2017 | Dawid Kwiatkowski | - Kamil Bednarek - Monika Lewczuk - Margaret - Natalia Nykiel       |
| 2018 | Margaret          | - Brodka - Dawid Podsiadło - Margaret - Natalia Nykiel - Taconafide |